# Eubie!
Eubie! est une comédie musicale américaine écrite par Noble Sissle, Andy Razaf, Johnny Brandon, F. E. Miller et Jim Europe et se basant sur la musique du compositeur de jazz et de swing Eubie Blake. Dans la plupart de ses représentations, la revue ne présente pas de livret mais consiste en 23 des meilleurs titres d'Eubie Blake. L'idée de la pièce est conçue par Julianne Boyd. Elle ouvre en 1978 et reçoit des critiques positives du Time, de Newsweek, de Variety, de Backstage et du Today Show.

## Production
Après sept avant-premières, la production ouvre à Broadway le 20 septembre 1978, à l'Ambassador Theatre, où elle restera pour 439 représentations. La revue est conçue et mise en scène par Julianne Boyd, chorégraphiée par Billy Wilson et Henry LeTang, et les costumes sont de Bernard Johnston. Vicki Carter tient le rôle de superviseur musical, pianiste et chef d'orchestre. Lou Gonzalez est responsable du son,.
Eubie Blake était âgé de presque 100 ans lorsque la revue a commencé.
La mise en scène se veut être un souvenir des années 1920, avec « des décors pleins de fioritures, des danseurs plongeant dans un escalier dans une zone en forme de tarte, une fille en mantille avec une rose espagnole entre les dents ». La plupart des chansons proviennent du spectacle de Blake et Sissle de 1921, Shuffle Along, qui suit l'histoire de deux amis en compétition pour devenir maire. Parmi ces chansons se trouve Charleston Rag, Daddy, My Handyman Ain't Handy No More, Gee, I Wish I Had Someone to Rock Me in the Cradle of Love et There's a Million Little Cupids in the Sky (du spectacle de 1924 The Chocolate Dandies),.
Quelques mois après le début de la revue à Broadway, une tournée d'Eubie! commence le 7 février 1979 à Baltimore.
Un enregistrement de la distribution originale est produite par Warner Bros. et sortie en vinyl en 1979, avant de sortir en CD. La production est captée en 1981, ce qui constitue les débuts télévisuels de Gregory Hines.

## Distribution originale
- Ethel Beatty
- Terry Burrell
- Leslie Dockery
- Lynnie Godfrey
- Gregory Hines
- Maurice Hines
- Mel Johnson Jr.
- Lonnie McNeil
- Janet Powell
- Marion Ramsey
- Alaina Reed Hall
- Jeffrey V. Thompson

## Numéros musicaux

### Acte I
1. Good Night, Angeline
2. Charleston Rag
3. Shuffle Along
4. In Honeysuckle Time
5. I'm Just Wild About Harry
6. Baltimore Buzz
7. Daddy
8. There's a Million Little Cupids in the Sky
9. I'm a Great Big Baby
10. My Handy Man Ain't Handy No More
11. Low Down Blues
12. Gee, I Wish I Had Someone to Rock Me in the Cradle of Love
13. I'm Just Simply Full of Jazz

### Acte II
1. High Steppin' Days
2. Dixie Moon
3. Weary
4. Roll, Jordan
5. Memories of You
6. If You've Never Been Vamped by a Brownskin, You've Never Been Vamped at All
7. You Got to Git the Gittin While the Gittin's Good
8. Oriental Blues
9. I'm Craving for That King of Love
10. Hot Feet
11. Good Night, Angeline